# Calea ferată Timișoara–Caransebeș
Calea ferată Timișoara–Caransebeș a fost dată în folosință la 23 octombrie 1876. Linia, care lega inițial Timișoara de Caransebeș, a fost prelungită ulterior până la Orșova, unde a avut loc interconectarea cu rețeaua de căi ferate din Regatul României (în 1879).
În prezent este un segment al magistralei CFR 900.